# Cmentarz wojenny nr 308 – Królówka

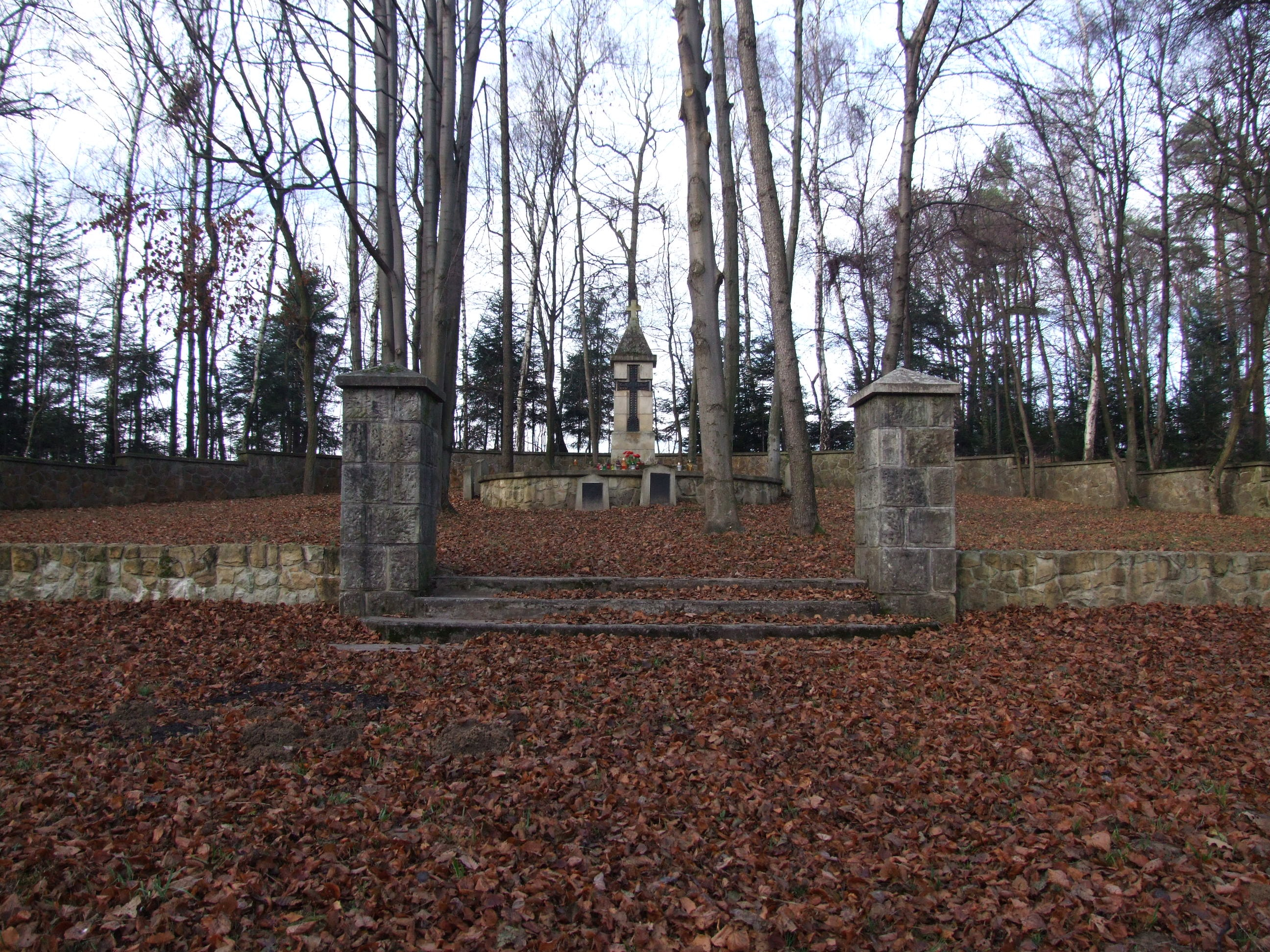
Górna część cmentarza

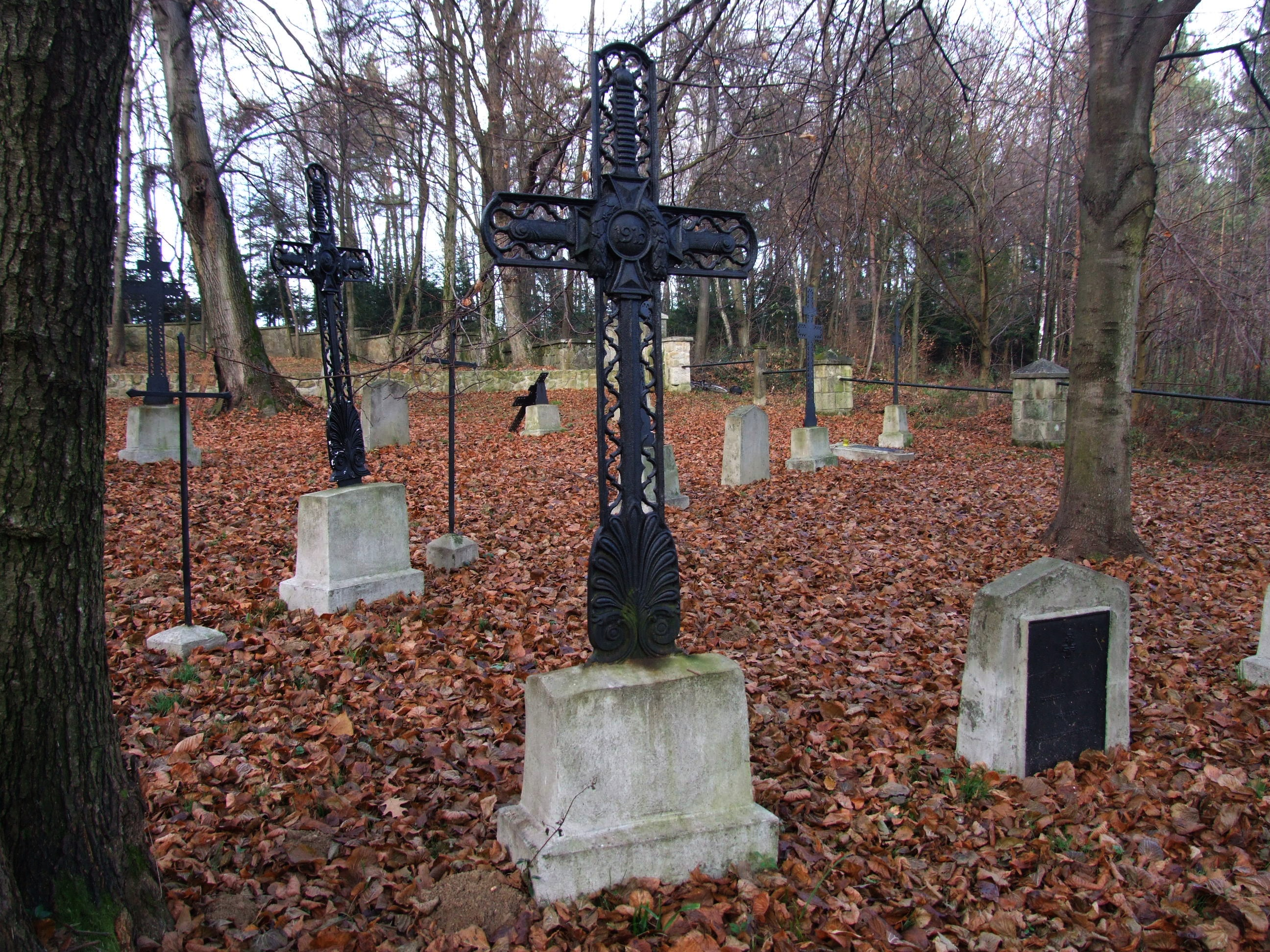
Fragment dolnej części cmentarza

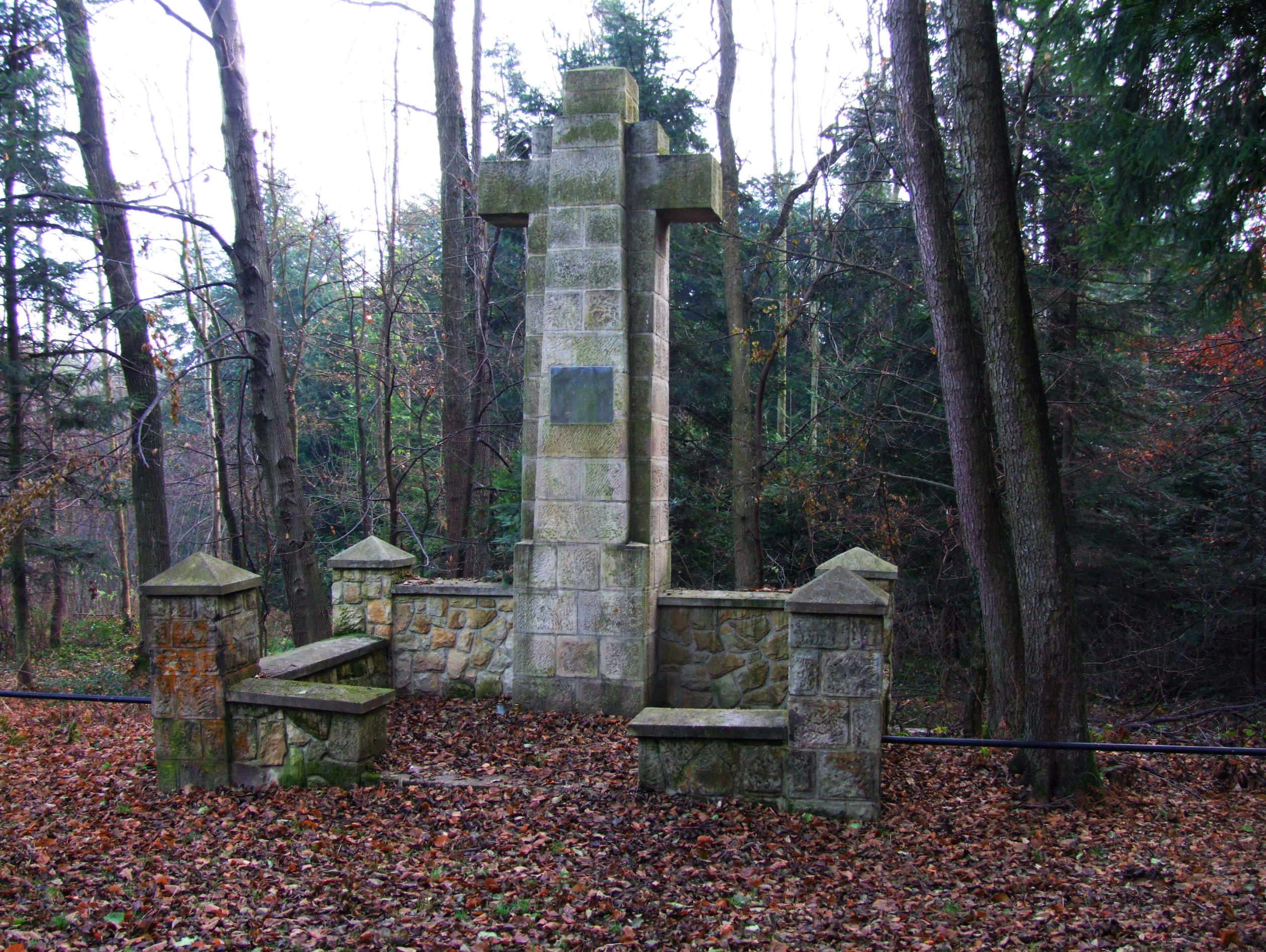
Murowany krzyż

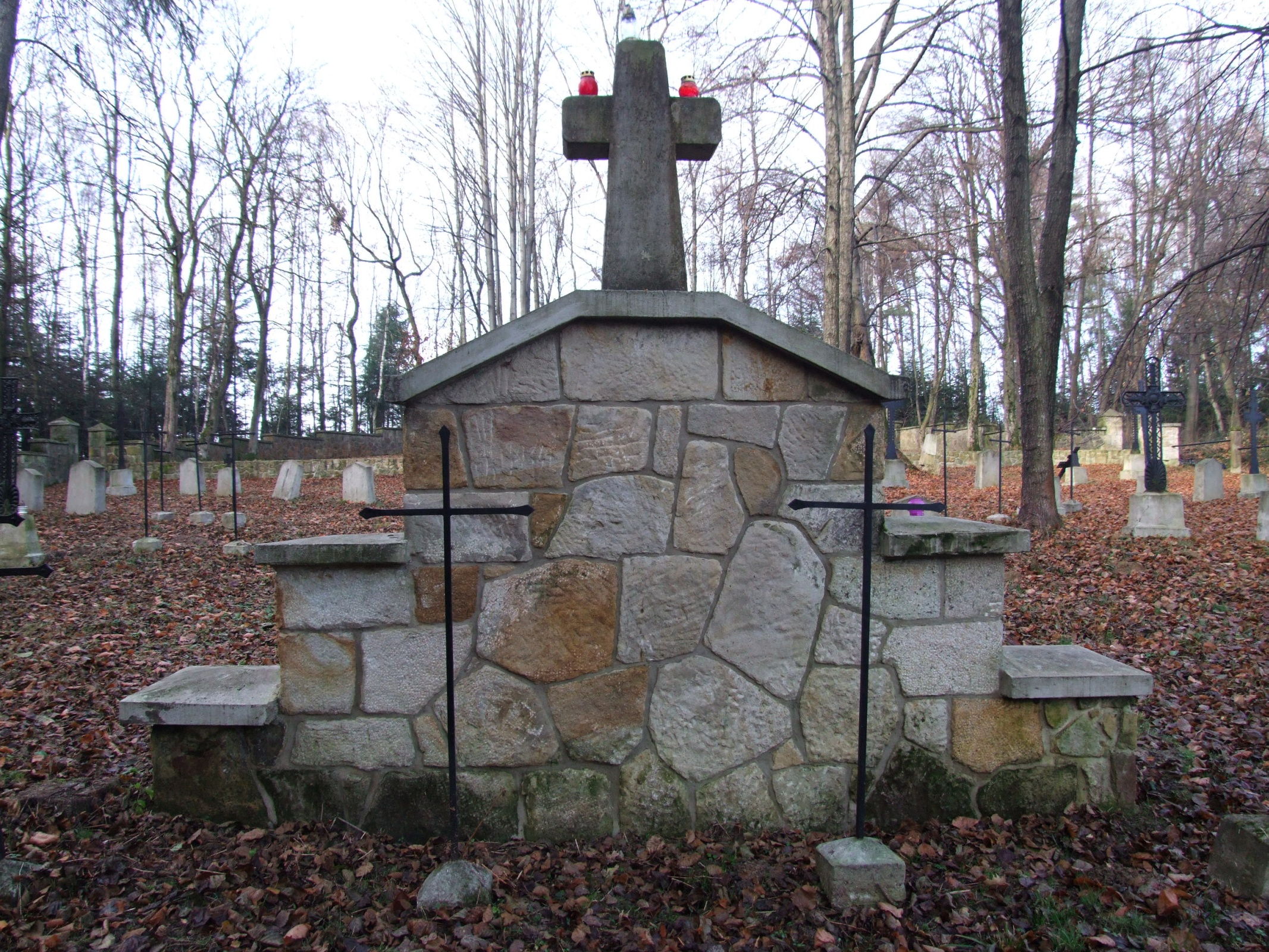
Ściana pomnikowa (od tyłu)

Cmentarz wojenny nr 308 – Królówka – cmentarz z I wojny światowej znajdujący się we wsi Muchówka w województwie małopolskim, w powiecie bocheńskim, w gminie Nowy Wiśnicz. Jest jednym z 400 zachodniogalicyjskich cmentarzy wojennych zbudowanych przez Oddział Grobów Wojennych C. i K. Komendantury Wojskowej w Krakowie. Z tej liczby w okręgu bocheńskim cmentarzy jest 46.

## Położenie
Znajduje się ok. 500 m na południe od drogi nr 966 (odcinek Muchówka – Leszczyna – Łapanów). Położony jest na skraju lasu Dębiny, z dala od obszarów zabudowanych, na wysokości 331–338 m n.p.m. Dojść można do niego gruntową drogą. Miejsce przy szosie 966, w którym należy wejść na tę drogę wskazuje oryginalna betonowa tabliczka na betonowym słupku z napisem: Kriegerfriederhof – Cmentarz wojskowy”. Droga schodzi w dół. Na skrzyżowaniu z drugą polną drogą należy skręcić w lewo (na wschód), w kierunku lasu. Cmentarz z drogi jest niewidoczny. Niżej, na polach Łakty Dolnej znajdują się jeszcze 3 inne cmentarze z I wojny światowej: nr 305, nr 306 i nr 307. 

## Historia
Pochowano tutaj wspólnie żołnierzy armii rosyjskiej, niemieckiej i austro-węgierskiej, którzy zginęli w dniach 21-27 listopada i 5-15 grudnia 1914 w czasie operacji limanowsko-łapanowskiej. Rosjanie zajęli okoliczne tereny już 11 listopada 1914. Ówcześni komentatorzy piszą: „"Zjawiają się Moskale, którzy jak mrowie zajmują na kwatery wszystkie niemal domy". Zabrali również ludziom w okolicznych miejscowościach żywność, konie, bydło. Umocnili się na wzgórzach Leszczyna – Rajbrot. W dniach 5-12 grudnia sprzymierzone wojska austro-węgierskie i niemieckie w niezwykle zaciętych bojach bez skutku usiłowały zdobyć silnie umocnione pozycje żołnierzy armii rosyjskiej gen. Radko Dmitrijewa. 12 grudnia Rosjanie rozpoczęli jednak odwrót na wschód, gdyż ponieśli duże straty, ponadto sukces wojsk austriackich na północny wschód od Nowego Sącza zagroził ich okrążeniem i odcięciem dostaw. W walkach tych po obydwu stronach zginęło wielu żołnierzy i w okolicach znajduje się wiele cmentarzy wojennych, a cała Leszczyna spłonęła, gdyż Austriacy ostrzeliwali pozycje Rosjan również pociskami zapalającymi.
Wszystkie walczące tutaj armie były wielonarodowościowe. Na cmentarzu tym pochowano 993 żołnierzy, w tym:
- 96 żołnierzy armii austro-węgierskiej (głównie z 24 i 30 batalionu strzelców polowych),
- 291 żołnierzy armii niemieckiej (z 217, 218, 219 i 220 pruskiego rezerwowego pułku piechoty),
- 606 żołnierzy armii rosyjskiej.

290 żołnierzy znanych jest z nazwiska.

## Opis cmentarza
Jest to duży cmentarz, jeden z największych w okręgu bocheńskim. Położony jest na stoku o niewielkim nachyleniu i składa się z dwóch przylegających do siebie części. W obydwu rosną drzewa. W dolnej, prostokątnej części znajdują się mogiły żołnierzy, w górnej półkolistej absydzie na środku znajduje się duży obelisk w kształcie kapliczki o dachu zwieńczonym krzyżem. We wnęce obelisku zamontowany duży żeliwny krzyż łaciński, a obelisk otoczony jest niskim murowanym murkiem ze stelami. W tej części jest sporo wolnego miejsca. Austriacy planowali bowiem, że cmentarzach odbywać się będą patriotyczne uroczystości. 
Cały cmentarz otoczony jest murem. W części górnej jest to pełny mur z kamienia łupanego nakryty betonowym daszkiem. W dolnej części ogrodzenie tworzą murowane kamienne słupki z żelaznymi rurami. Pomiędzy obydwoma częściami cmentarza jest alejka, do której prowadzą z obydwu stron wejścia przez murowane bramki.
W dolnej części znajduje się 19 mogił pojedynczych i 56 zbiorowych. Elementem dekoracyjnym jest murowany kamienny krzyż z tablicą inskrypcyjną. Otoczony jest niskim murkiem z 4 kamiennymi słupkami i betonowymi ławeczkami. Drugim elementem dekoracyjnym jest znajdująca się na środku ściana pomnikowa zwieńczona krzyżem. Znajdująca się na niej tablica inskrypcyjna została zniszczona. Na mogiłach są różnego rodzaju krzyże żelazne; duże ażurowe i mniejsze wykonane z płaskich prętów żelaznych. Na mogiłach żołnierzy rosyjskich są to krzyże lotaryńskie, na mogiłach żołnierzy armii austro-węgierskiej i niemieckiej krzyże łacińskie. Na stelach są żeliwne tablice z wytłoczonymi nazwiskami żołnierzy, oraz krzyżem i wiązanką liści laurowych. Na niektórych tablicach są notki w języku niemieckim: zaginiony i prawdopodobnie tu pochowany.

## Losy cmentarza
Do budowy cmentarza Austriacy przystąpili w 1915, jeszcze w czasie trwania działań wojennych, gdy tylko wyparli Rosjan dalej na wschód. W okresie Polski międzywojennej cmentarz jako nowy był jeszcze w dobrym stanie. Po II wojnie ranga cmentarza w świadomości społeczeństwa i ówczesnych władz zmalała, przybyły bowiem nowe, świeższe cmentarze i dramatyczne historie nowej wojny. Cmentarz ulegał w naturalny sposób niszczeniu przez czynniki pogody i roślinność, zdarzały się również wandalizmy. Dopiero od lat 80. XX w. zaczęto dbać o cmentarze z I wojny światowej. W 2007 cmentarz został wciągnięty na listę zabytków nieruchomych. Wykonano również jego kapitalny remont. Niestety, cmentarz nadal jest częściowo zdewastowany. W Święto Zmarłych młodzież szkolna zapala na cmentarzu znicze.